# Чемпионат России по лёгкой атлетике 2018
Чемпионат России по лёгкой атлетике 2018 года прошёл 19—22 июля на Центральном стадионе города Казань. Столица Татарстана в третий раз принимала главный старт российского легкоатлетического сезона (предыдущие два — в 2008 и 2014 годах). В соревнованиях участвовали около 1000 спортсменов из 76 регионов страны. На протяжении четырёх дней были разыграны 38 комплектов медалей.
Третий год подряд на чемпионате России не проводился отбор на главный старт сезона, чемпионат Европы. Отстранение российских легкоатлетов от международных соревнований в связи с допинговым скандалом, начавшееся в ноябре 2015 года, на момент стартов в Казани по-прежнему оставалось в силе.
Три лидера сборной страны (бегун с барьерами Сергей Шубенков, прыгунья с шестом Анжелика Сидорова и прыгун в высоту Данил Лысенко), допущенные ИААФ в качестве нейтральных спортсменов, не участвовали в национальном первенстве, предпочтя ему выступление на этапе Бриллиантовой лиги в Монако 20 июля.
Как и на прошлом чемпионате, победный дубль в беге на 1500 и 5000 метров пытался сделать Владимир Никитин. На более длинной из дистанций он с самого старта был в числе лидеров, задававших забегу высокий темп. За километр до финиша он ускорился, но его рывок смогли подхватить братья Рыбаковы и Артём Леоненко. На заключительном круге эти три спортсмена оказались сильнее действующего чемпиона, а первым с новым рекордом чемпионатов страны дистанцию закончил Евгений Рыбаков (13.23,57). Все призёры установили личные рекорды; впервые в истории национальных первенств сразу три человека показали результаты быстрее 13 минут 30 секунд.
В отличие от 5000 метров, в беге на 1500 метров никто не смог составить конкуренцию Владимиру Никитину. Он защитил свой чемпионский титул, опередив ближайшего преследователя более чем на четыре секунды и установив новый рекорд чемпионатов России — 3.35,85. После распада СССР только два человека показывали на этой дистанции результаты быстрее: рекордсмен страны Вячеслав Шабунин и Андрей Логинов.
Ещё одно достижение национальных чемпионатов установил Александр Лесной в толкании ядра. Он улучшил свой личный рекорд до результата 21,58 м, благодаря которому переместился на четвёртое место в списке лучших толкателей ядра в истории России.
Олимпийская чемпионка 2012 года Анна Чичерова вышла в сектор для прыжка в высоту впервые после окончания своей дисквалификации за применение допинга. Несмотря на задолженность по возврату призовых, ИААФ разрешила спортсменке выступать на национальных соревнованиях за несколько часов до старта. Чичерова заняла второе место с лучшим прыжком на 1,90 м, а победила в этом секторе безоговорочный лидер мирового сезона Мария Ласицкене, взявшая высоту 2,00 м.
Лучший результат сезона в Европе показала Екатерина Ивонина на дистанции 3000 метров с препятствиями — 9.16,68. Она в одиночку лидировала от старта до финиша и опередила серебряного призёра на 22 секунды.
Неожиданную победу в беге на 400 метров среди женщин одержала 18-летняя Полина Миллер. Ей удалось опередить действующую чемпионку России Ксению Аксёнову и лидера сезона Екатерину Реньжину.
Дмитрий Тарабин в шестой раз подряд выиграл титул чемпиона страны в метании копья. Для Константина Шабанова победа в Казани также стала шестой и четвёртой за последние пять лет. Оба спортсмена выиграли свои виды с большим преимуществом над конкурентами.
На протяжении 2018 года в различных городах были проведены чемпионаты России в отдельных дисциплинах лёгкой атлетики:
- 31 марта — чемпионат России по горному бегу (вверх) (Железноводск)
- 28 апреля — чемпионат России по кроссу (весна) (Жуковский)
- 30 апреля — чемпионат России по марафону (Волгоград)
- 6 мая — чемпионат России по горному бегу (вверх-вниз) (Рыбинск)
- 12—13 мая — чемпионат России по суточному бегу (Москва)
- 30—31 мая — чемпионат России по эстафетному бегу (Смоленск)
- 9—10 июня — чемпионат России по спортивной ходьбе (Чебоксары)
- 30 июня — чемпионат России по бегу на 10 000 метров (Жуковский)
- 4—5 июля — чемпионат России по многоборьям (Смоленск)
- 2 сентября — чемпионат России по полумарафону (Ярославль)
- 9 сентября — чемпионат России по бегу на 15 км по шоссе (Саранск)
- 9 сентября — чемпионат России по бегу на 100 км (Санкт-Петербург)
- 20—21 октября — чемпионат России по кроссу (осень) (Оренбург)
- 28 октября — чемпионат России по горному бегу (длинная дистанция) (Красная Поляна)

## Медалисты

### Мужчины
| Дисциплина                          | Золото                                                                                  | Золото             | Серебро                                                                                      | Серебро            | Бронза                                                                                       | Бронза             |
| ----------------------------------- | --------------------------------------------------------------------------------------- | ------------------ | -------------------------------------------------------------------------------------------- | ------------------ | -------------------------------------------------------------------------------------------- | ------------------ |
| 100 м (ветер: +0,4 м/с)             | Денис Огарков Липецкая область Брянская область                                         | 10,32              | Руслан Перестюк Краснодарский край                                                           | 10,33              | Дмитрий Лопин Краснодарский край                                                             | 10,34              |
| 200 м (ветер: +0,5 м/с)             | Александр Ефимов Тульская область                                                       | 20,81              | Руслан Перестюк Краснодарский край                                                           | 20,82              | Денис Огарков Липецкая область Брянская область                                              | 20,95              |
| 400 м                               | Михаил Филатов Санкт-Петербург                                                          | 46,00              | Максим Федяев Курская область                                                                | 46,01              | Денис Кудрявцев Тюменская область                                                            | 46,28              |
| 800 м                               | Сергей Дубровский Московская область Белгородская область                               | 1.46,79            | Константин Холмогоров Москва Пермский край                                                   | 1.48,01            | Алексей Бутранов Московская область                                                          | 1.48,32            |
| 1500 м                              | Владимир Никитин Москва Пермский край                                                   | 3.35,85            | Сергей Дубровский Московская область Белгородская область                                    | 3.40,18            | Валентин Смирнов Санкт-Петербург Челябинская область                                         | 3.41,35            |
| 5000 м                              | Евгений Рыбаков Кемеровская область                                                     | 13.23,57           | Анатолий Рыбаков Кемеровская область                                                         | 13.26,25           | Владимир Никитин [a] Москва Пермский край                                                    | 13.30,89 [a]       |
| 3000 м с препятствиями              | Максим Якушев Свердловская область                                                      | 8.22,40            | Ильдар Надыров Алтайский край                                                                | 8.28,70            | Юрий Клопцов Москва Алтайский край                                                           | 8.29,42            |
| 110 м с барьерами (ветер: +0,6 м/с) | Константин Шабанов Москва Псковская область                                             | 13,53              | Филипп Шабанов Москва Псковская область                                                      | 13,88              | Сергей Солодов Санкт-Петербург                                                               | 13,88              |
| 400 м с барьерами                   | Тимофей Чалый Красноярский край Московская область                                      | 49,52              | Александр Скоробогатько Тюменская область                                                    | 49,99              | Никита Андриянов Московская область Новосибирская область                                    | 50,78              |
| Прыжок в высоту                     | Иван Ухов Москва                                                                        | 2,32 м             | Илья Иванюк Брянская область Смоленская область                                              | 2,28 м             | Семён Поздняков Москва Брянская область                                                      | 2,26 м             |
| Прыжок с шестом                     | Евгений Лукьяненко Краснодарский край Москва                                            | 5,65 м             | Георгий Горохов Москва Брянская область                                                      | 5,55 м             | Александр Грипич Краснодарский край Москва                                                   | 5,55 м             |
| Прыжок в длину                      | Александр Меньков Красноярский край Мордовия                                            | 8,03 м (+1,2 м/с)  | Павел Шалин Москва Липецкая область                                                          | 7,97 м (+1,4 м/с)  | Денис Богданов Москва Волгоградская область                                                  | 7,81 м (+0,9 м/с)  |
| Тройной прыжок                      | Александр Юрченко Самарская область                                                     | 16,98 м (+0,4 м/с) | Алексей Фёдоров Московская область Смоленская область                                        | 16,76 м (+1,4 м/с) | Дмитрий Сорокин Краснодарский край                                                           | 16,76 м (+1,4 м/с) |
| Толкание ядра                       | Александр Лесной Краснодарский край Нижегородская область                               | 21,58 м            | Максим Афонин Москва Саха−Якутия                                                             | 20,44 м            | Константин Лядусов Москва Ростовская область                                                 | 20,04 м            |
| Метание диска                       | Алексей Худяков Москва                                                                  | 64,37 м            | Виктор Бутенко Москва Ставропольский край                                                    | 62,74 м            | Николай Седюк Москва Нижегородская область                                                   | 61,15 м            |
| Метание молота                      | Денис Лукьянов Московская область Ростовская область                                    | 74,74 м            | Алексей Сокирский Краснодарский край                                                         | 74,61 м            | Сергей Литвинов Мордовия                                                                     | 74,60 м            |
| Метание копья                       | Дмитрий Тарабин Краснодарский край Московская область                                   | 82,89 м            | Андрей Дорошев Южный ФО/Крым                                                                 | 75,99 м            | Владислав Панасенков Московская область Смоленская область                                   | 75,29 м            |
| Эстафета 4×100 м                    | Краснодарский край · Дмитрий Хомутов · Дмитрий Лопин · Руслан Перестюк · Руслан Кислых  | 39,73              | Ульяновская область · Павел Князев · Игорь Образцов · Андрей Галацков · Ильфат Садеев        | 39,81              | Санкт-Петербург · Дмитрий Шкуропатов · Константин Петряшов · Кирилл Чернухин · Артур Рейсбих | 39,84              |
| Эстафета 4×400 м                    | Санкт-Петербург · Максим Рафилович · Андрей Руденко · Андрей Кухаренко · Михаил Филатов | 3.04,88            | Тюменская область · Павел Тренихин · Александр Скоробогатько · Павел Савин · Денис Кудрявцев | 3.05,43            | Иркутская область · Илья Краснов · Владимир Краснов · Эдгар Репин · Вадим Резвых             | 3.09,67            |

a  24 июня 2019 года Всероссийская федерация лёгкой атлетики сообщила о дисквалификации бегуна на длинные дистанции Артёма Леоненко. Решение было принято на основании показателей биологического паспорта спортсмена, которые указывали на применение допинга. Все результаты Леоненко, начиная с 19 июля 2018 года, были аннулированы, в том числе третье место на чемпионате России — 2018 на дистанции 5000 метров с результатом 13.27,61.

### Женщины
| Дисциплина                          | Золото                                                                                            | Золото             | Серебро                                                                                    | Серебро            | Бронза                                                                                         | Бронза             |
| ----------------------------------- | ------------------------------------------------------------------------------------------------- | ------------------ | ------------------------------------------------------------------------------------------ | ------------------ | ---------------------------------------------------------------------------------------------- | ------------------ |
| 100 м (ветер: +1,2 м/с)             | Кристина Сивкова Москва                                                                           | 11,30              | Кристина Хорошева Пензенская область Тульская область                                      | 11,42              | Елена Черняева Санкт-Петербург Вологодская область                                             | 11,51              |
| 200 м (ветер: +0,2 м/с)             | Кристина Хорошева Пензенская область Тульская область                                             | 23,17              | Анастасия Полищук Свердловская область Челябинская область                                 | 23,41              | Елена Черняева Санкт-Петербург Вологодская область                                             | 23,53              |
| 400 м                               | Полина Миллер Краснодарский край Алтайский край                                                   | 51,82              | Екатерина Реньжина Москва Тульская область                                                 | 52,14              | Ксения Аксёнова Свердловская область ЯНАО                                                      | 52,46              |
| 800 м                               | Екатерина Завьялова Москва Мордовия                                                               | 2.00,80            | Анжелика Шевченко Санкт-Петербург                                                          | 2.01,60            | Марина Поспелова Москва Ярославская область                                                    | 2.01,72            |
| 1500 м                              | Александра Гуляева Москва Ивановская область                                                      | 4.05,00            | Елена Коробкина Москва Липецкая область                                                    | 4.07,45            | Инесса Гусарова Белгородская область Брянская область                                          | 4.07,87            |
| 5000 м                              | Елена Коробкина Москва Липецкая область                                                           | 15.19,11           | Екатерина Ишова Московская область Чувашия                                                 | 15.24,09           | Елена Седова Московская область Новосибирская область                                          | 15.26,64           |
| 3000 м с препятствиями              | Екатерина Ивонина Московская область Пермский край                                                | 9.16,68            | Наталья Колоскова Москва Приморский край                                                   | 9.39,07            | Наталья Леонтьева Москва Саха−Якутия                                                           | 9.50,19            |
| 100 м с барьерами (ветер: +0,9 м/с) | Екатерина Галицкая Ростовская область Санкт-Петербург                                             | 13,21              | Вероника Червинская Краснодарский край Свердловская область                                | 13,21              | Екатерина Блёскина Красноярский край Санкт-Петербург                                           | 13,40              |
| 400 м с барьерами                   | Вера Рудакова Москва Пермский край                                                                | 56,03              | Валерия Храмова Московская область Самарская область                                       | 56,04              | Ирина Колесниченко Москва Московская область                                                   | 57,26              |
| Прыжок в высоту                     | Мария Ласицкене Московская область Кабардино-Балкария                                             | 2,00 м             | Анна Чичерова Москва                                                                       | 1,90 м             | Татьяна Одинёва Москва                                                                         | 1,90 м             |
| Прыжок с шестом                     | Ольга Муллина Москва                                                                              | 4,65 м             | Аксана Гатауллина Москва                                                                   | 4,55 м             | Ангелина Краснова Москва Иркутская область                                                     | 4,45 м             |
| Прыжок в длину                      | Елена Соколова Москва Белгородская область                                                        | 6,68 м (+0,6 м/с)  | Екатерина Халютина Москва                                                                  | 6,45 м (+2,1 м/с)  | Екатерина Кропивко Москва Ставропольский край                                                  | 6,41 м (+2,2 м/с)  |
| Тройной прыжок                      | Екатерина Конева Краснодарский край Хабаровский край                                              | 14,79 м (+2,3 м/с) | Дарья Нидбайкина Москва Брянская область                                                   | 14,13 м (+1,7 м/с) | Наталья Евдокимова Татарстан                                                                   | 13,92 м (+1,0 м/с) |
| Толкание ядра                       | Алёна Бугакова Москва Тверская область                                                            | 18,02 м            | Анна Авдеева Самарская область                                                             | 17,78 м            | Ирина Тарасова Москва Ростовская область                                                       | 17,66 м            |
| Метание диска                       | Елена Панова Москва Владимирская область                                                          | 59,17 м            | Екатерина Строкова Москва Нижегородская область                                            | 58,50 м            | Юлия Мальцева Москва ХМАО−Югра                                                                 | 56,37 м            |
| Метание молота                      | Елизавета Царёва Московская область Ростовская область                                            | 70,72 м            | Софья Палкина Самарская область                                                            | 67,68 м            | Наталья Поспелова [b] Свердловская область Ставропольский край                                 | 63,28 м [b]        |
| Метание копья                       | Екатерина Старыгина Московская область Ростовская область                                         | 60,02 м            | Мария Сафонова Воронежская область                                                         | 55,02 м            | Ксения Зыбина Санкт-Петербург                                                                  | 53,71 м            |
| Эстафета 4×100 м                    | Санкт-Петербург · Екатерина Галицкая · Елена Черняева · Екатерина Блёскина · Анастасия Григорьева | 44,93              | Краснодарский край · Анастасия Малышева · Нина Морозова · Ольга Ткаченко · Полина Миллер   | 45,38              | Пензенская область · Валерия Муромская · Кристина Хорошева · Татьяна Миронова · Ирина Никитина | 45,62              |
| Эстафета 4×400 м                    | Москва · Елизавета Аникиенко · Надежда Котлярова · Александра Лузина · Юлия Кузнецова             | 3.34,18            | Московская область · Мария Тарабанская · Валерия Храмова · Юлия Спиридонова · Алёна Мамина | 3.34,61            | Пермский край · Мария Михайлюк · Вера Рудакова · Лилия Габдуллина · Елена Зуйкевич             | 3.34,94            |

b  25 октября 2018 года Всероссийская федерация лёгкой атлетики сообщила о дисквалификации на 4 года метательницы молота Натальи Поляковой. В её допинг-пробе, взятой на чемпионате России 2018 года, был обнаружен метенолон. Результат спортсменки на этом турнире (3-е место, 66,54 м) в соответствии с правилами был аннулирован.

## Чемпионат России по горному бегу (вверх)
XIX чемпионат России по горному бегу (вверх) состоялся 31 марта 2018 года в Железноводске, Ставропольский край. Участники выявляли сильнейших на трассе, проложенной на склоне горы Бештау. На старт вышли 82 участника (51 мужчина и 31 женщина) из 25 регионов России. Алексей Пагнуев повторил прошлогодний успех, выиграв мужской забег. С 2011 года Алексей в шестой раз оказался в тройке призёров чемпионата страны по горному бегу вверх (из восьми возможных). Галина Егорова стала чемпионкой России в седьмой раз в карьере. Предыдущие победы она одержала в беге на 5000 метров в помещении (2007), горном беге вверх-вниз (2010, 2011, 2017) и горном беге вверх (2012, 2013). Третий год подряд на пьедестал в женском зачёте поднялась Анастасия Рудная, чемпионка мира по спортивному ориентированию. После двух бронзовых медалей она выиграла серебряную, отстав от победителя всего на 16 секунд.

### Мужчины
| Дисциплина                             | Золото                               | Золото | Серебро                      | Серебро | Бронза                 | Бронза |
| -------------------------------------- | ------------------------------------ | ------ | ---------------------------- | ------- | ---------------------- | ------ |
| 11,88 км перепад высот: +1098 м −142 м | Алексей Пагнуев Свердловская область | 56.57  | Андрей Сафронов Башкортостан | 57.43   | Андрей Шкляев Удмуртия | 57.56  |

### Женщины
| Дисциплина                          | Золото                           | Золото | Серебро                          | Серебро | Бронза                             | Бронза |
| ----------------------------------- | -------------------------------- | ------ | -------------------------------- | ------- | ---------------------------------- | ------ |
| 7,1 км перепад высот: +888 м −102 м | Галина Егорова Самарская область | 49.38  | Анастасия Рудная Санкт-Петербург | 49.54   | Анастасия Козина Самарская область | 50.10  |

## Чемпионат России по кроссу (весна)
Весенний чемпионат России по кроссу 2018 года состоялся 28 апреля на трассе в городском парке Жуковского, Московская область. В четырёх взрослых забегах приняли участие 73 бегуна (34 мужчины и 39 женщин) из 33 регионов России.

### Мужчины
| Дисциплина | Золото                                                   | Золото | Серебро                          | Серебро | Бронза                                   | Бронза |
| ---------- | -------------------------------------------------------- | ------ | -------------------------------- | ------- | ---------------------------------------- | ------ |
| Кросс 4 км | Алексей Попов Воронежская область                        | 11.19  | Ильдар Надыров Алтайский край    | 11.20   | Иван Панфёров Москва Орловская область   | 11.21  |
| Кросс 8 км | Алексей Викулов Новосибирская область Забайкальский край | 23.22  | Андрей Лейман Краснодарский край | 23.23   | Михаил Стрелков Москва Орловская область | 23.24  |

### Женщины
| Дисциплина | Золото                                       | Золото | Серебро                                                   | Серебро | Бронза                                | Бронза |
| ---------- | -------------------------------------------- | ------ | --------------------------------------------------------- | ------- | ------------------------------------- | ------ |
| Кросс 2 км | Марина Поспелова Москва Ярославская область  | 5.58   | Анастасия Калина Московская область Санкт-Петербург       | 6.00    | Наталья Аристархова Красноярский край | 6.03   |
| Кросс 5 км | Александра Гуляева Москва Ивановская область | 16.04  | Екатерина Соколенко Томская область Новосибирская область | 16.10   | Алла Кулятина Новосибирская область   | 16.12  |

## Чемпионат России по марафону
Чемпионат России по марафону 2018 года состоялся 30 апреля в Волгограде в рамках Волгоградского марафона. Трасса длиной 10 километров была проложена по набережной реки Волги, участники преодолевали её четыре раза. Организаторами марафона была заявлена попытка побития мужского рекорда России (2:09.07 — Алексей Соколов, 2007 год). Основным претендентом на победу и национальное достижение считался действующий чемпион страны Степан Киселёв.
Соревнования прошли при тёплой и солнечной погоде (выше +20 градусов на финише). На старт вышли 72 марафонца (37 мужчин и 35 женщин) из 34 регионов России. С первых километров мужской забег возглавил Степан Киселёв, на некотором отдалении за ним бежал Алексей Реунков, а ещё через несколько метров находилась многочисленная группа преследования. Половину дистанции Киселёв пробежал быстрее 1:05, в какой-то момент его преимущество над Реунковым превысило одну минуту. Однако после 30-го километра темп лидера стал значительно падать, а после 35-го разрыв между первыми двумя бегунами начал стремительно сокращаться. Отметку 40 км заметно уставший Киселёв преодолел первым, но преимущество его преследователя в скорости было очевидным. За 1,5 км до финиша произошла смена лидера, после чего Реунков на оставшемся отрезке оторвался от экс-лидера почти на минуту и впервые в карьере стал чемпионом России в марафоне.
Женский забег начался по схожему сценарию. Здесь единоличное лидерство со старта захватила чемпионка России 2015 года Сардана Трофимова, однако в отличие от Киселёва ей удалось сохранить и даже увеличить отрыв от соперниц по ходу дистанции. Её итоговое преимущество на финише составило полторы минуты. Второе место третий год подряд заняла Алина Прокопьева, действующая чемпионка Наталья Тихонова (Старкова) финишировала третьей.

### Мужчины
| Дисциплина | Золото                                     | Золото  | Серебро                  | Серебро | Бронза                          | Бронза  |
| ---------- | ------------------------------------------ | ------- | ------------------------ | ------- | ------------------------------- | ------- |
| Марафон    | Алексей Реунков Москва Челябинская область | 2:12.20 | Степан Киселёв Татарстан | 2:13.17 | Михаил Максимов Санкт-Петербург | 2:14.30 |

### Женщины
| Дисциплина | Золото                        | Золото  | Серебро                                     | Серебро | Бронза                               | Бронза  |
| ---------- | ----------------------------- | ------- | ------------------------------------------- | ------- | ------------------------------------ | ------- |
| Марафон    | Сардана Трофимова Саха-Якутия | 2:28.55 | Алина Прокопьева Московская область Чувашия | 2:30.24 | Наталья Тихонова Челябинская область | 2:30.40 |

## Чемпионат России по горному бегу (вверх-вниз)
XX чемпионат России по горному бегу (вверх-вниз) состоялся 6 мая 2018 года в Рыбинске, Ярославская область. Двухкилометровый круг с перепадом высот 127 метров был проложен на территории Центра лыжного спорта Дёмино. На старт вышли 48 участников (33 мужчины и 15 женщин) из 17 регионов России. Константин Галиуллин во второй раз выиграл чемпионат страны по горному бегу (первая победа была им одержана в 2015 году).

### Мужчины
| Дисциплина                         | Золото                      | Золото | Серебро                         | Серебро | Бронза                                  | Бронза |
| ---------------------------------- | --------------------------- | ------ | ------------------------------- | ------- | --------------------------------------- | ------ |
| 12 км перепад высот: +816 м −816 м | Константин Галиуллин Москва | 55.34  | Антон Тингаев Самарская область | 56.09   | Александр Терентьев Ярославская область | 56.47  |

### Женщины
| Дисциплина                        | Золото                              | Золото | Серебро                             | Серебро | Бронза                               | Бронза |
| --------------------------------- | ----------------------------------- | ------ | ----------------------------------- | ------- | ------------------------------------ | ------ |
| 8 км перепад высот: +544 м −544 м | Екатерина Муленко Самарская область | 42.53  | Надежда Леонтьева Самарская область | 45.50   | Ирина Панковская Ярославская область | 46.12  |

## Чемпионат России по суточному бегу
Чемпионат России по бегу на 24 часа прошёл 12—13 мая на стадионе «Искра» в Москве в рамках XXVII сверхмарафона «Сутки бегом». На старт вышли 55 легкоатлетов из 19 регионов России (40 мужчин и 15 женщин). Надежда Губарева стала самой молодой победительницей чемпионатов России по суточному бегу: на момент финиша ей было 22 года 240 дней. Чемпион среди мужчин, Константин Чекулов, так же, как и Губарева, впервые в карьере выиграл национальное первенство. 60-летний Юрий Галкин после двух побед в 2016 и 2017 годах в этот раз показал третий результат. Третий год подряд серебряную медаль в женском забеге завоевала Надежда Шиханова, а бронзовую — Анна Сидорова.

### Мужчины
| Дисциплина   | Золото                                | Золото    | Серебро                             | Серебро   | Бронза                         | Бронза    |
| ------------ | ------------------------------------- | --------- | ----------------------------------- | --------- | ------------------------------ | --------- |
| Суточный бег | Константин Чекулов Московская область | 241 214 м | Игорь Малыгин Нижегородская область | 234 371 м | Юрий Галкин Московская область | 231 188 м |

### Женщины
| Дисциплина   | Золото                                                 | Золото    | Серебро                            | Серебро   | Бронза                        | Бронза    |
| ------------ | ------------------------------------------------------ | --------- | ---------------------------------- | --------- | ----------------------------- | --------- |
| Суточный бег | Надежда Губарева Краснодарский край Карачаево-Черкесия | 229 981 м | Надежда Шиханова Кировская область | 228 389 м | Анна Сидорова Санкт-Петербург | 214 789 м |

## Чемпионат России по эстафетному бегу
Чемпионат России в неолимпийских дисциплинах эстафетного бега прошёл в Смоленске 30—31 мая 2018 года на стадионе Смоленской академии физической культуры. Соревнования прошли одновременно с командным чемпионатом России по лёгкой атлетике.

### Мужчины
| Дисциплина                   | Золото                                                                                      | Золото   | Серебро                                                                                       | Серебро  | Бронза                                                                                     | Бронза   |
| ---------------------------- | ------------------------------------------------------------------------------------------- | -------- | --------------------------------------------------------------------------------------------- | -------- | ------------------------------------------------------------------------------------------ | -------- |
| Эстафета 100+200+400+800 м   | Белгородская область · Ваге Сетракян · Всеволод Яковлев · Роман Семакин · Сергей Дубровский | 3.09,74  | Санкт-Петербург · Глеб Балуев · Кирилл Чернухин · Даниил Лукахин · Павел Хворостухин          | 3.11,08  | Ульяновская область · Алексей Юфимов · Ильфат Садеев · Андрей Галацков · Сергей Хватков    | 3.12,96  |
| Эстафета 4×800 м             | Московская область · Егор Филиппов · Егор Николаев · Николай Вербицкий · Алексей Бутранов   | 7.31,93  | Санкт-Петербург · Александр Куверин · Михаил Смирнов · Иван Березин · Валентин Смирнов        | 7.32,37  | Удмуртия · Виталий Хмелёв · Антон Глущенко · Григорий Прокопьев · Сергей Алабужев          | 7.44,69  |
| Эстафета 4×1500 м            | Санкт-Петербург · Борис Захаров · Владимир Лешонков · Тимофей Петров · Алексей Харитонов    | 15.45,70 | Москва · Никита Калганов · Дмитрий Неделин · Константин Галиуллин · Вячеслав Соколов          | 15.47,04 | Башкортостан · Закир Гадельшин · Ильназ Минигалеев · Вильдан Гадельшин · Данил Стрельников | 16.09,55 |
| Эстафета 4×110 м с барьерами | Кемеровская область · Андрей Хайлов · Евгений Власов · Андрей Фомичёв · Алексей Черкасов    | 59,42    | Московская область · Николай Сафронов · Александр Рудченко · Максим Федосеев · Девид Варданян | 1.02,26  | не вручалась [c]                                                                           |          |

c  В эстафете 4×110 м с барьерами у мужчин участвовали только 2 команды.

### Женщины
| Дисциплина                   | Золото                                                                                             | Золото      | Серебро | Серебро      | Бронза                                                                                        | Бронза  |
| ---------------------------- | -------------------------------------------------------------------------------------------------- | ----------- | --- | ------------ | --------------------------------------------------------------------------------------------- | ------- |
| Эстафета 100+200+400+800 м   | Ульяновская область · Екатерина Высоцкая · Татьяна Зотова · Екатерина Панасенко · Наталья Перякова | 3.37,82     | Курская область · Ксения Борисенко · Софья Бородина · Елена Котельникова · Екатерина Шмыгарёва                 | 3.40,81      | Санкт-Петербург · Елена Черняева · Екатерина Копрова · Валерия Цаплина · Алёна Мельникова     | 3.41,92 |
| Эстафета 4×800 м             | Московская область [d] · Елизавета Цыганова · Анна Бойнова · Екатерина Соколова · Олеся Муратова   | 9.00,03 [d] | Воронежская область [d] · Кристина Распопова · Анастасия Кузнецова · Виолетта Стародубова · Екатерина Чупахина | 10.15,59 [d] | не вручалась [d]                                                                              |         |
| Эстафета 4×1500 м            | Санкт-Петербург · Дарья Большакова · Анна Петрова · Ульяна Аввакуменкова · Анастасия Калина        | 17.57,21    | Москва · Александра Цох · Елизавета Юминова · Екатерина Самуйлова · Анастасия Немыкина                         | 18.57,39     | не вручалась [e]                                                                              |         |
| Эстафета 4×100 м с барьерами | Санкт-Петербург · Мария Аглицкая · Ирина Решёткина · Екатерина Блёскина · Екатерина Галицкая       | 55,27       | Московская область · Елена Тимакова · Елизавета Козеева · Ирина Болдырева · Елизавета Иванова                  | 59,51        | Волгоградская область · Евгения Зинченко · Светлана Ткаченко · Ольга Фомина · Валерия Фролова | 1.01,44 |

d  7 мая 2019 года Всероссийская федерация лёгкой атлетики сообщила о дисквалификации на 12 лет бегуньи на средние дистанции Ксении Савиной. Спортсменка сдала положительную допинг-пробу на ЭПО, а после отстранения от соревнований выступала на международных стартах под чужим именем (по документам Галины Сышко — украинской легкоатлетки, завершившей карьеру несколькими годами ранее). Все результаты Савиной после 16 мая 2018 года были аннулированы, в том числе первое место сборной Санкт-Петербурга (Анжелика Шевченко, Надежда Мосеева, Ксения Савина, Екатерина Сторожева) на эстафетном чемпионате России — 2018 в эстафете 4×800 метров с результатом 8.46,75.
e  В эстафете 4×1500 метров у женщин участвовали только 2 команды.

## Чемпионат России по спортивной ходьбе
Чемпионат России по спортивной ходьбе 2018 года прошёл 9—10 июня в Чебоксарах. Трасса была проложена по набережной Чебоксарского залива. В соревнованиях приняли участие 59 легкоатлетов (33 мужчины и 26 женщин) из 9 регионов страны. Впервые на чемпионате России состоялся женский заход на 50 километров — с 2016 года ИААФ официально признала эту дисциплину лёгкой атлетики и включила во все официальные старты. Первой чемпионкой и рекордсменкой России стала Клавдия Афанасьева — 4:14.46. 19-летний Сергей Широбоков в ходьбе на 20 км установил высшее мировое достижение среди юниоров (спортсменов до 20 лет). Его результат (1:17.25) также стал четвёртым в России и девятым в мире среди взрослых за всю историю проведения соревнований. Елена Лашманова превысила время мирового рекорда на 20 км почти на минуту, 1:23.39 против 1:24.38. Её время стало новым национальным достижением, но не было ратифицировано ИААФ как мировое в связи с дисквалификацией национальной федерации из-за допингового скандала и, как следствие, отсутствием международных судей по стилю ходьбы.

### Мужчины
| Дисциплина      | Золото                             | Золото      | Серебро                      | Серебро     | Бронза                        | Бронза      |
| --------------- | ---------------------------------- | ----------- | ---------------------------- | ----------- | ----------------------------- | ----------- |
| Ходьба на 20 км | Сергей Широбоков Мордовия Удмуртия | 1:17.25     | Роман Евстифеев Мордовия     | 1:20.55     | Кирилл Фролов Москва Чувашия  | 1:21.28     |
| Ходьба на 50 км | Дементий Чепарёв [f] Мордовия      | 3:54.20 [f] | Алексей Терентьев [f] Москва | 3:59.14 [f] | Алексей Кудашкин [f] Мордовия | 4:09.12 [f] |

f  21 августа 2019 года стало известно о дисквалификации Сергея Бакулина. Россиянин, выступающий в спортивной ходьбе, во второй раз в карьере был уличён в применении допинга на основании показателей биологического паспорта. Бакулин был отстранён от соревнований на 8 лет, а все его результаты после 20 мая 2018 года — аннулированы, в том числе первое место на чемпионате России по ходьбе 2018 года с результатом 3:42.20.

### Женщины
| Дисциплина      | Золото                              | Золото  | Серебро                              | Серебро | Бронза                                          | Бронза  |
| --------------- | ----------------------------------- | ------- | ------------------------------------ | ------- | ----------------------------------------------- | ------- |
| Ходьба на 20 км | Елена Лашманова Мордовия            | 1:23.39 | София Бродацкая Мордовия             | 1:27.42 | Рейхан Каграманова Мордовия Кемеровская область | 1:29.50 |
| Ходьба на 50 км | Клавдия Афанасьева Мордовия Чувашия | 4:14.46 | Александра Бушкова Мордовия Удмуртия | 4:22.36 | Ольга Шаргина Мордовия Челябинская область      | 4:27.13 |

## Чемпионат России по бегу на 10 000 метров
Чемпионы России в беге на 10 000 метров определились 30 июня в рамках Мемориала братьев Знаменских. Соревнования прошли на стадионе «Метеор» в подмосковном городе Жуковский. Забеги состоялись вечером в тёплую и безветренную погоду. На старт вышли 44 легкоатлета (29 мужчин и 15 женщин) из 29 регионов страны. Елена Седова уверенно защитила звание чемпионки страны, с самого старта оторвавшись от соперниц и не позволив им приблизиться к себе. Среди мужчин Владимир Никитин впервые в карьере выиграл чемпионат России на дистанции 10 000 метров. До восьмого километра он находился в группе лидеров из 6 человек, после чего начал финишное ускорение, которое не смог поддержать никто из других участников. Дольше всех Никитина преследовал Евгений Рыбаков, но и он отпустил будущего чемпиона за километр до финиша.

### Мужчины
| Дисциплина | Золото                                | Золото   | Серебро                             | Серебро  | Бронза                   | Бронза   |
| ---------- | ------------------------------------- | -------- | ----------------------------------- | -------- | ------------------------ | -------- |
| 10 000 м   | Владимир Никитин Москва Пермский край | 28.16,43 | Евгений Рыбаков Кемеровская область | 28.29,52 | Ринас Ахмадеев Татарстан | 28.33,40 |

### Женщины
| Дисциплина | Золото                                                | Золото   | Серебро                          | Серебро  | Бронза                   | Бронза   |
| ---------- | ----------------------------------------------------- | -------- | -------------------------------- | -------- | ------------------------ | -------- |
| 10 000 м   | Елена Седова Московская область Новосибирская область | 32.45,94 | Людмила Лебедева Москва Марий Эл | 32.57,11 | Светлана Симакова Москва | 33.01,25 |

## Чемпионат России по многоборьям
Чемпионы России в многоборьях (мужское десятиборье и женское семиборье) были определены 4—5 июля 2018 года в Смоленске. В соревнованиях принял участие 51 легкоатлет (28 мужчин и 23 женщины) из 18 регионов страны. Соревнования прошли на стадионе Смоленской академии физической культуры. Артём Макаренко и Виктория Васейкина впервые в карьере выиграли летний чемпионат страны. Победу Васейкиной обеспечила сумма 5743 очка — наименьшая среди всех чемпионок России в семиборье, начиная с 1992 года.

### Мужчины
| Дисциплина  | Золото                                   | Золото     | Серебро                                    | Серебро    | Бронза                                   | Бронза     |
| ----------- | ---------------------------------------- | ---------- | ------------------------------------------ | ---------- | ---------------------------------------- | ---------- |
| Десятиборье | Артём Макаренко Москва Красноярский край | 7925 очков | Артём Лукьяненко Москва Ростовская область | 7813 очков | Евгений Лиханов Москва Красноярский край | 7708 очков |

### Женщины
| Дисциплина | Золото                                     | Золото    | Серебро                                               | Серебро    | Бронза                  | Бронза    |
| ---------- | ------------------------------------------ | --------- | ----------------------------------------------------- | ---------- | ----------------------- | --------- |
| Семиборье  | Виктория Васейкина Москва Брянская область | 5743 очка | Александра Бутвина Ростовская область Санкт-Петербург | 5719 очков | Мария Павлова Татарстан | 5692 очка |

## Чемпионат России по полумарафону
Чемпионат России по полумарафону состоялся 2 сентября 2018 года в Ярославле в рамках V Ярославского полумарафона «Золотое кольцо». Круговая трасса длиной 10,55 км была проложена по исторической части города. На старт вышли 47 легкоатлетов из 24 регионов страны (29 мужчин и 18 женщин).
Соревнования прошли в тёплую и солнечную погоду. В женском забеге лидерство со старта захватила Ирина Сергеева. Только на втором круге её смогла обойти титулованная Татьяна Архипова, которая и стала чемпионкой России с 13-секундным преимуществом. Среди мужчин тройка претендентов на медали определилась после 15-го километра. На заключительном отрезке быстрее всех оказался Артём Аплачкин, завоевавший титул чемпиона России во второй раз в карьере. Первую победу он одержал в 2013 году на марафоне, после чего три раза (2014, 2016, 2017) становился серебряным призёром национального первенства на полумарафоне.

### Мужчины
| Дисциплина  | Золото                               | Золото  | Серебро               | Серебро | Бронза                             | Бронза  |
| ----------- | ------------------------------------ | ------- | --------------------- | ------- | ---------------------------------- | ------- |
| Полумарафон | Артём Аплачкин Алтайский край Москва | 1:04.45 | Николай Чавкин Москва | 1:05.16 | Александр Именин Рязанская область | 1:05.29 |

### Женщины
| Дисциплина  | Золото                                      | Золото  | Серебро                        | Серебро | Бронза                      | Бронза  |
| ----------- | ------------------------------------------- | ------- | ------------------------------ | ------- | --------------------------- | ------- |
| Полумарафон | Татьяна Архипова Московская область Чувашия | 1:11.23 | Ирина Сергеева Курская область | 1:11.35 | Мария Осокина Пермский край | 1:13.34 |

## Чемпионат России по бегу на 15 км по шоссе
Чемпионы России в беге на 15 км по шоссе определились 9 сентября 2018 года в Саранске в рамках 46-го пробега памяти Петра Болотникова. На старт вышли 49 легкоатлетов из 12 регионов страны (31 мужчина и 18 женщин). 31-летний Илья Змазнев впервые в карьере стал чемпионом страны. Елена Наговицына выступила спустя неделю после четвёртого места на чемпионате страны по полумарафону (1:14.38) и оказалась сильнейшей среди женщин.

### Мужчины
| Дисциплина | Золото               | Золото | Серебро                         | Серебро | Бронза                            | Бронза |
| ---------- | -------------------- | ------ | ------------------------------- | ------- | --------------------------------- | ------ |
| 15 км      | Илья Змазнев Хакасия | 47.57  | Антон Тингаев Самарская область | 49.14   | Виктор Самойлов Самарская область | 49.25  |

### Женщины
| Дисциплина | Золото                            | Золото | Серебро                | Серебро | Бронза                               | Бронза |
| ---------- | --------------------------------- | ------ | ---------------------- | ------- | ------------------------------------ | ------ |
| 15 км      | Елена Наговицына Удмуртия Чувашия | 52.51  | Ксения Махнёва Чувашия | 53.19   | Гульнара Выговская Самарская область | 54.55  |

## Чемпионат России по бегу на 100 км
Чемпионат России по бегу на 100 километров прошёл 9 сентября в Санкт-Петербурге. Соревнования состоялись на Крестовском острове на круговой трассе длиной 2,5 км при комфортных погодных условиях (малооблачно, до +20 градусов). На старт вышли 33 легкоатлета из 20 регионов страны (21 мужчина и 12 женщин).
Главной неожиданностью мужского забега стал сход с дистанции действующего чемпиона и рекордсмена России Василия Ларкина. Со старта он вышел вперёд вместе с Всеволодом Худяковым, после 30-го километра предпринял удачную попытку отрыва и в какой-то момент имел почти минутное преимущество. Однако после середины дистанции отставание стало сокращаться: к 60-му км лидеры вновь поравнялись, а после 75-го км Ларкин и вовсе прекратил бег. После схода главного конкурента Худяков опережал ближайшего преследователя на 17 минут, чего оказалось более чем достаточно, чтобы сохранить первую позицию и в третий раз в карьере выиграть чемпионат России в беге на 100 км.
Несколько фаворитов прекратили борьбу по ходу дистанции и в женском забеге. Действующая чемпионка страны Алсу Асанова сошла после 57-го км, чемпионка мира Марина Жалыбина пробежала чуть больше 30 км. На середине дистанции лидером была Ольга Уколова, бронзовый призёр прошлогоднего первенства. В начале второй половины её опередили Надежда Гоголева и Дина Захарченко, которые повели борьбу за победу до самого финиша. В отдельные моменты преимущество Гоголевой достигало почти двух минут, но к 85-му километру от него осталось всего 10 секунд. Захарченко вплотную подобралась к лидеру, но сил на заключительный отрезок у неё не осталось. Надежда Гоголева стала чемпионкой России во второй раз в карьере, Дина Захарченко завоевала серебряную медаль, проиграв менее минуты. Надежда Шиханова второй год подряд попала на подиум национального первенства в обеих сверхмарафонских дисциплинах, беге на 24 часа и 100 км.

### Мужчины
| Дисциплина | Золото                               | Золото  | Серебро                            | Серебро | Бронза                      | Бронза  |
| ---------- | ------------------------------------ | ------- | ---------------------------------- | ------- | --------------------------- | ------- |
| 100 км     | Всеволод Худяков Воронежская область | 6:47.47 | Игорь Веретенников Санкт-Петербург | 7:00.58 | Виталий Верендякин Мордовия | 7:05.02 |

### Женщины
| Дисциплина | Золото                       | Золото  | Серебро                           | Серебро | Бронза                             | Бронза  |
| ---------- | ---------------------------- | ------- | --------------------------------- | ------- | ---------------------------------- | ------- |
| 100 км     | Надежда Гоголева Саха−Якутия | 7:44.50 | Дина Захарченко Самарская область | 7:45.41 | Надежда Шиханова Кировская область | 7:55.05 |

## Чемпионат России по кроссу (осень)
Осенний чемпионат России по кроссу прошёл в Оренбурге 20—21 октября 2018 года. В двух взрослых забегах приняли участие 58 бегунов из 29 регионов России (38 мужчин и 20 женщин). Соревнования прошли в прохладную погоду при сильном порывистом ветре. Алексей Викулов к победе на весеннем чемпионате страны по кроссу добавил титул сильнейшего на осенней трассе в Оренбурге.

### Мужчины
| Дисциплина  | Золото                                                   | Золото | Серебро                         | Серебро | Бронза                         | Бронза |
| ----------- | -------------------------------------------------------- | ------ | ------------------------------- | ------- | ------------------------------ | ------ |
| Кросс 10 км | Алексей Викулов Новосибирская область Забайкальский край | 32.37  | Вениамин Каныбеков Башкортостан | 32.43   | Вильдан Гадельшин Башкортостан | 32.47  |

### Женщины
| Дисциплина | Золото                                     | Золото | Серебро                          | Серебро | Бронза                                     | Бронза    |
| ---------- | ------------------------------------------ | ------ | -------------------------------- | ------- | ------------------------------------------ | --------- |
| Кросс 6 км | Маргарита Новгородцева Кемеровская область | 21.32  | Людмила Лебедева Москва Марий Эл | 21.41   | Светлана Аплачкина [g] Воронежская область | 22.00 [g] |

g  24 июня 2019 года Всероссийская федерация лёгкой атлетики сообщила о дисквалификации Натальи Хохловой. Её допинг-проба, взятая на осеннем чемпионате России по кроссу, дала положительный результат на метилгексанамин. Результат Хохловой на этом старте (3-е место, 21.48) был аннулирован, а она сама — дисквалифицирована на 2 года.

## Чемпионат России по горному бегу (длинная дистанция)
XII чемпионат России по длинному горному бегу состоялся 28 октября 2018 года в Красной Поляне, Краснодарский край. На старт вышли 42 участника (30 мужчин и 12 женщин) из 13 регионов России. Надежда Лещинская четвёртый год подряд выиграла женский забег, уверенно опередив Наилю Юламанову.

### Мужчины
| Дисциплина                           | Золото                       | Золото  | Серебро                      | Серебро | Бронза                            | Бронза  |
| ------------------------------------ | ---------------------------- | ------- | ---------------------------- | ------- | --------------------------------- | ------- |
| 30 км перепад высот: +1311 м −1311 м | Юрий Чечун Самарская область | 2:02.47 | Руслан Фаттахов Башкортостан | 2:03.19 | Виктор Самойлов Самарская область | 2:04.52 |

### Женщины
| Дисциплина                           | Золото                              | Золото  | Серебро                           | Серебро | Бронза                                   | Бронза  |
| ------------------------------------ | ----------------------------------- | ------- | --------------------------------- | ------- | ---------------------------------------- | ------- |
| 30 км перепад высот: +1311 м −1311 м | Надежда Лещинская Самарская область | 2:30.25 | Наиля Юламанова Самарская область | 2:33.00 | Александра Жаворонкова Самарская область | 2:36.11 |